# Седневская сотня
Седневская сотня — военно-административная единица, сформировавшаяся в составе Гетманщины, после подписания Переяславского мира с Москвой.

## История
Впервые упомянута в присяжных списках 1654 году в составе Черниговского полка. В 1659 году, после Гадячского соглашения, в связи с усилением военно-политического противостояния между пропольскими и пророссийской казацкой старшиной сотня была преобразована в отдельный Седневский полк в 1659 году, который имел подразделения в Роище, Тупичеве, Клочкове и Марте, во главе с полковником Григорием Никифоровым. Но в конце того же года полк ликвидировали, а восстановленную Седневскую сотню снова включили в состав Черниговского полка.
В 1669 году из её состава была выделена Сиберезкая сотня. В составе Черниговского полка Седневская сотня неизменно находилась вплоть до ликвидации в 1782 году, когда её территорию включили в состав Черниговского наместничества. Среди сотенной старшины наиболее известными чиновниками стали представители семей Полетик, Войцеховичей и Римша.
Город Седнев сегодня — одноимённый поселок Черниговского района Черниговской области. В 1648 году Седнев — центр Седневской волости Черниговского уезда Черниговского воеводства.

## Сотники
- Григор Никифоров (1658)
- неизвестно (1665—1666)
- Коломбецький Иван (1671)
- Петличный Михаил Саввич (1671—1673)
- Давыдович Кирилл (1673)
- Полетика Василий (1674)
- Пекур Григорий (1676)
- Полетика Иван (1677)
- Павлович Адам (1681; 1688)
- Войцехович Богдан (1680)
- Афанасий (сотник Черниговского полка)] (1683)
- Давыдович Рафаил (1688)
- Стахович Андрей (1691—1695)
- Бутович Степан Иванович (1697—1698)
- Стахович Андрей (1699)
- Фридрикевич Криштоф Самойлович (1699—1700)
- Домонтович Федор Павлович (1705)
- Войцехович Петр Богданович (1712—1723)
- Базилевич Федор (1723)
- Милютинович Дмитрий (1723—1725)
- Мокриевич Иван (1726; 1730)
- Римша Иван (1727—1760)
- Римша Федор (1760—1769)
- Дубовик Федор (1773—1782)